# Montalembert (Deux-Sèvres)
Pour les articles homonymes, voir Montalembert.
Montalembert est une ancienne commune française, située dans le département des Deux-Sèvres en région Nouvelle-Aquitaine. Le 1er janvier 2025, elle intègre avec Caunay, Pers, Pliboux et Sauzé-Vaussais la commune nouvelle de Sauzé-entre-Bois.

## Géographie

### Localisation
Montalembert, située au sud-est des Deux-Sèvres, est à la fois limitrophe des départements de la Vienne à l'est et la Charente au sud.
|                     | Limalonges                         | Saint-Macoux (Vienne) |
| Sauzé-Vaussais      | Montalembert                       | Voulême (Vienne)      |
| Londigny (Charente) | Saint-Martin-du-Clocher (Charente) | Les Adjots (Charente) |

### Géologie et relief
La commune de Montalembert a donné son nom au horst de Montalembert. D'origine tectonique, le horst de Montalembert est orienté selon l'axe granitique Massif armoricain / Massif central, soit nord-ouest - sud-est.
Le horst de Montalembert est l'un des trois principaux éléments structuraux de la géologie du centre du seuil du Poitou, avec ceux de  Champagné-Saint-Hilaire et de Ligugé (Vienne). Sur le horst, les calcaires et marnes du Jurassique inférieur (Lias) sont relevés et dominent de part et d'autre les calcaires du Jurassique moyen (Dogger).
Le horst de Montalembert constitue une butte remarquable (culminant à 190 m à la Coudrée), de 9 km de long et de 1 km de large, au relief boisé et aux terres d'argiles rouges (fabrication de tuiles, bois de châtaignier).

### Climat
Pour des articles plus généraux, voir Climat de la Nouvelle-Aquitaine et Climat des Deux-Sèvres.
Historiquement, la commune est exposée à un climat océanique limousin.  
En 2020, Météo-France publie une typologie des climats de la France métropolitaine dans laquelle la commune est exposée à un climat océanique altéré et est dans la région climatique  Poitou-Charentes, caractérisée par un bon ensoleillement, particulièrement en été et des vents modérés.
Pour la période 1971-2000, la température annuelle moyenne est de 11,9 °C, avec une amplitude thermique annuelle de 15 °C. Le cumul annuel moyen de précipitations est de 886 mm, avec 11,3 jours de précipitations en janvier et 7,2 jours en juillet. Pour la période 1991-2020, la température moyenne annuelle observée sur la station météorologique la plus proche, située sur la commune de Valdelaume à 14 km à vol d'oiseau, est de 12,8 °C et le cumul annuel moyen de précipitations est de 854,2 mm,. Pour l'avenir, les paramètres climatiques de la commune estimés pour 2050 selon différents scénarios d'émission de gaz à effet de serre sont consultables sur un site dédié publié par Météo-France en novembre 2022.

## Urbanisme

### Typologie
Au 1er janvier 2024, Montalembert est catégorisée commune rurale à habitat dispersé, selon la nouvelle grille communale de densité à sept niveaux définie par l'Insee en 2022.
Elle est située hors unité urbaine et hors attraction des villes,.

### Occupation des sols
L'occupation des sols de la commune, telle qu'elle ressort de la base de données européenne d’occupation biophysique des sols Corine Land Cover (CLC), est marquée par l'importance des territoires agricoles (49 % en 2018), une proportion sensiblement équivalente à celle de 1990 (49,2 %). La répartition détaillée en 2018 est la suivante : 
forêts (43,3 %), terres arables (35,2 %), zones agricoles hétérogènes (13,8 %), zones urbanisées (7,7 %). L'évolution de l’occupation des sols de la commune et de ses infrastructures peut être observée sur les différentes représentations cartographiques du territoire : la carte de Cassini (XVIIIe siècle), la carte d'état-major (1820-1866) et les cartes ou photos aériennes de l'IGN pour la période actuelle (1950 à aujourd'hui).

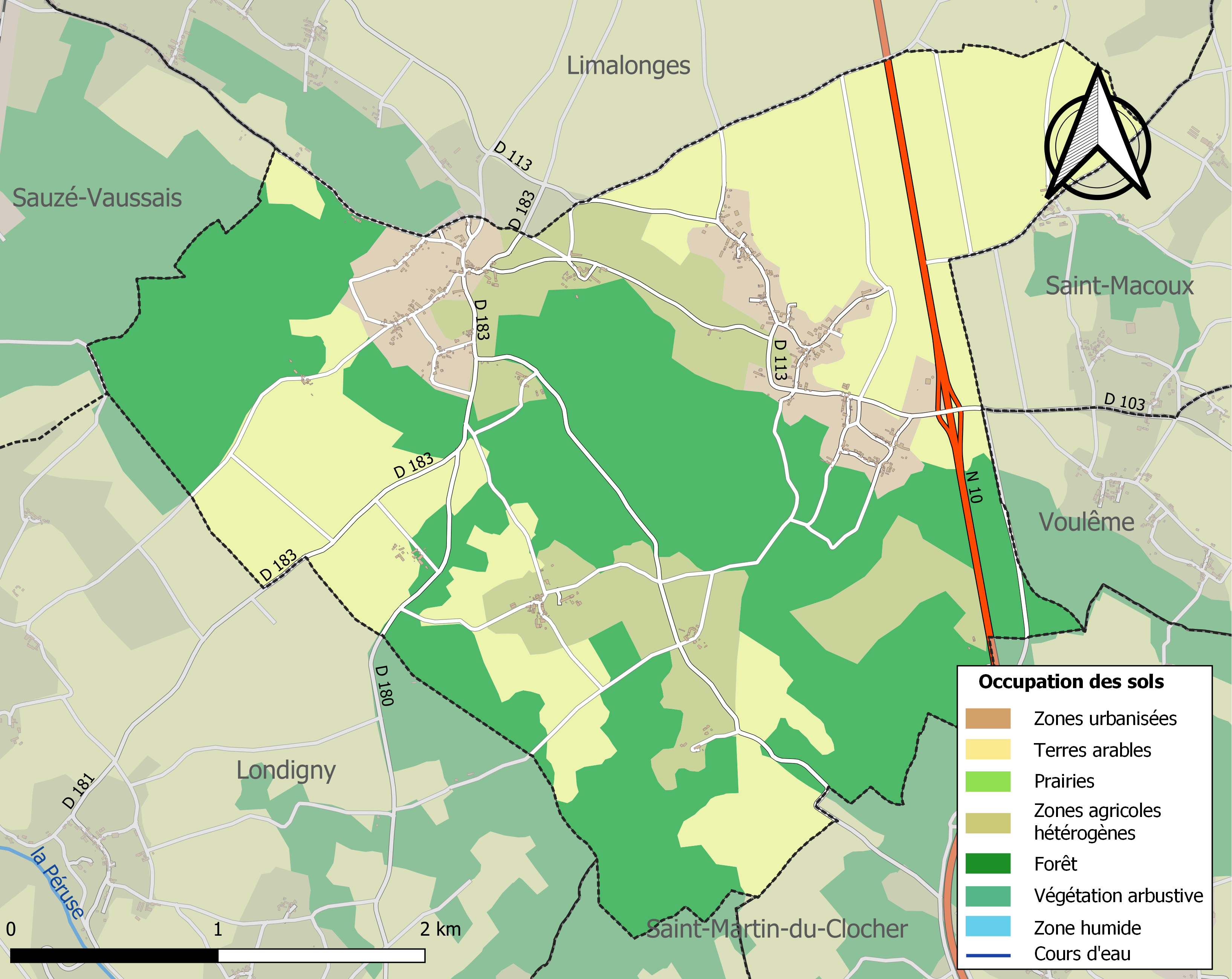
Carte des infrastructures et de l'occupation des sols de la commune en 2018 (CLC).

### Risques majeurs
Le territoire de la commune de Montalembert est vulnérable à différents aléas naturels : météorologiques (tempête, orage, neige, grand froid, canicule ou sécheresse), mouvements de terrains et séisme (sismicité modérée). Il est également exposé à un risque technologique,  le transport de matières dangereuses. Un site publié par le BRGM permet d'évaluer simplement et rapidement les risques d'un bien localisé soit par son adresse soit par le numéro de sa parcelle.

#### Risques naturels

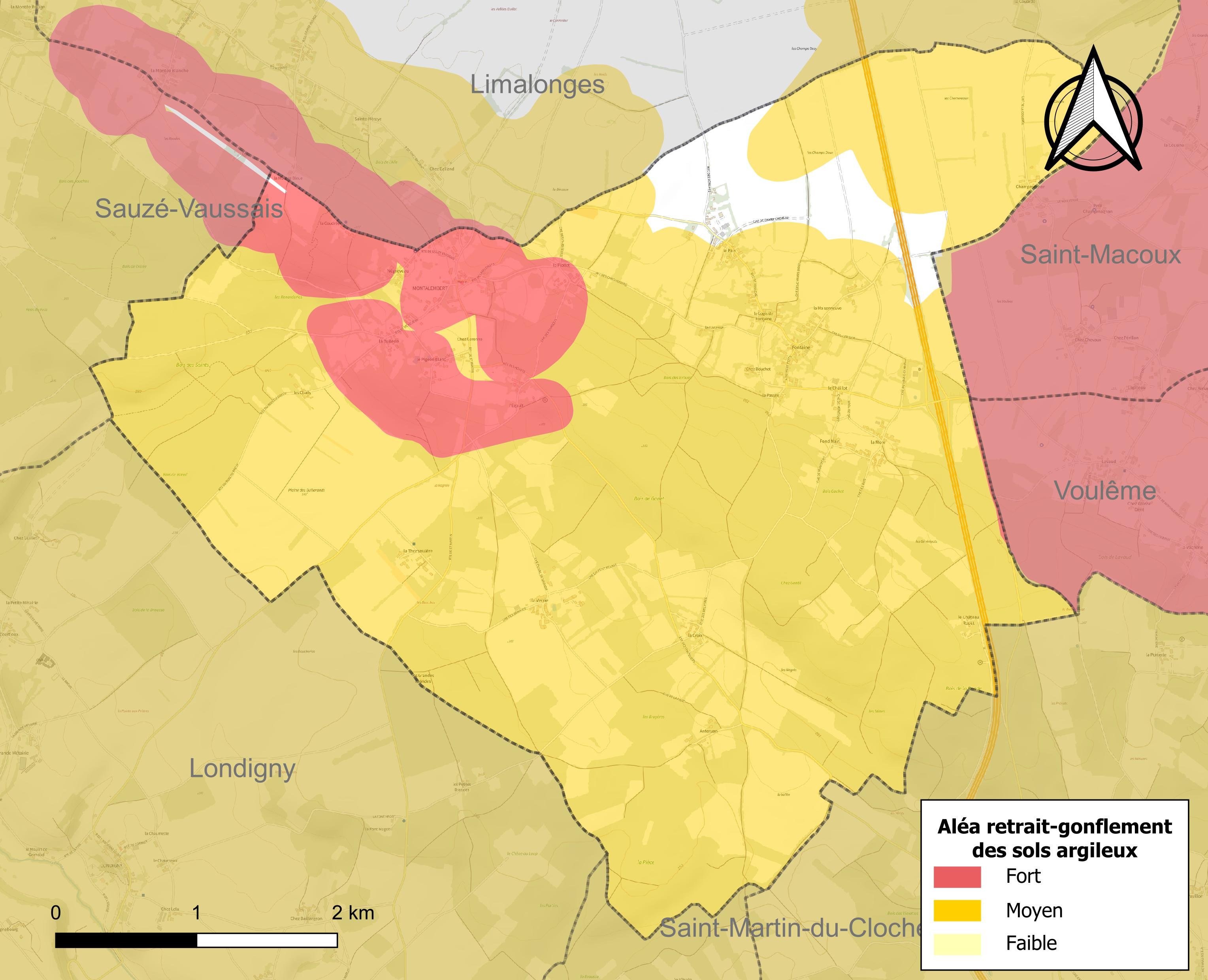
Carte des zones d'aléa retrait-gonflement des sols argileux de Montalembert.

Les mouvements de terrains susceptibles de se produire sur la commune sont des tassements différentiels. Le retrait-gonflement des sols argileux est susceptible d'engendrer des dommages importants aux bâtiments en cas d’alternance de périodes de sécheresse et de pluie. 95,5 % de la superficie communale est en aléa moyen ou fort (54,9 % au niveau départemental et 48,5 % au niveau national). Depuis le 1er octobre 2020, en application de la loi ELAN, différentes contraintes s'imposent aux vendeurs, maîtres d'ouvrages ou constructeurs de biens situés dans une zone classée en aléa moyen ou fort,.
La commune a été reconnue en état de catastrophe naturelle au titre des dommages causés par les inondations et coulées de boue survenues en 1982, 1999 et 2010 et par des mouvements de terrain en 1999 et 2010.

## Histoire
Par un arrêté préfectoral du 16 octobre 2024 (complété par l'arrêté préfectoral du 24 octobre 2024), la commune intègre avec Caunay, Pers, Pliboux et Sauzé-Vaussais la commune nouvelle de Sauzé-entre-Bois au 1er janvier 2025.

## Politique et administration
| Période   | Période       | Identité           | Étiquette | Qualité |
| --------- | ------------- | ------------------ | --------- | ------- |
| mars 2020 | décembre 2024 | François Grasswill |           |         |

## Population et société

### Démographie
À partir du XXIe siècle, les recensements réels des communes de moins de 10 000 habitants ont lieu tous les cinq ans. Pour Montalembert, cela correspond à 2007, 2012, 2017, etc. Les autres dates de « recensements » (2006, 2009, etc.) sont des estimations légales.
| 1793 | 1800 | 1806 | 1821 | 1831 | 1836 | 1841 | 1846 | 1851 |
| ---- | ---- | ---- | ---- | ---- | ---- | ---- | ---- | ---- |
| 794  | 863  | 838  | 984  | 956  | 964  | 983  | 953  | 965  |

| 1856 | 1861 | 1866 | 1872 | 1876 | 1881 | 1886 | 1891 | 1896 |
| ---- | ---- | ---- | ---- | ---- | ---- | ---- | ---- | ---- |
| 931  | 871  | 850  | 817  | 775  | 803  | 787  | 768  | 705  |

| 1901 | 1906 | 1911 | 1921 | 1926 | 1931 | 1936 | 1946 | 1954 |
| ---- | ---- | ---- | ---- | ---- | ---- | ---- | ---- | ---- |
| 726  | 688  | 674  | 572  | 558  | 535  | 504  | 464  | 423  |

| 1962 | 1968 | 1975 | 1982 | 1990 | 1999 | 2006 | 2007 | 2012 |
| ---- | ---- | ---- | ---- | ---- | ---- | ---- | ---- | ---- |
| 400  | 343  | 323  | 323  | 300  | 279  | 269  | 268  | 267  |

| 2017 | 2022 | - | - | - | - | - | - | - |
| ---- | ---- | - | - | - | - | - | - | - |
| 302  | 298  | - | - | - | - | - | - | - |

## Culture locale et patrimoine

### Lieux et monuments
- Le château de Montalembert - 79190.
- Église Saint-Sylvestre de Montalembert.

### Personnalités liées à la commune
- Famille de Montalembert

### Héraldique
| Blason | Blasonnement : De sinople à la croix ancrée d'argent. |